# Arzachena Academy Costa Smeralda
L'Arzachena Academy Costa Smeralda, meglio nota come Arzachena, è una società calcistica italiana con sede nella città di Arzachena, nella provincia della Gallura Nord-Est Sardegna, milita in Promozione, sesta divisione del campionato italiano.
Fondata nel 2019, prosegue la tradizione sportiva iniziata nel 1964 con la fondazione del Gruppo Sportivo Luisiana (divenuta Polisportiva Arzachena nel 1974) e interrottasi con la cessata attività dell'Arzachena Costa Smeralda Calcio, che al termine della stagione 2018-2019 ha rinunciato all'iscrizione in Serie C per manchevolezze finanziarie.
L'Arzachena vanta 22 campionati al massimo livello dilettantistico, di cui 14 consecutivi, culminati con la vittoria del torneo di Serie D e la conseguente promozione in Serie C nell'annata 2016-2017. La terza serie, disputata per due stagioni consecutive, è il massimo livello raggiunto dal club e, tale traguardo, lo posiziona tra le uniche cinque squadre sarde (insieme a Cagliari, Torres, Olbia e
Carbonia) ad aver raggiunto tale categoria.
I colori sociali sono il bianco e il verde. Disputa le gare interne allo stadio Biagio Pirina.

## Storia
Ad Arzachena il calcio arrivò all'inizio degli anni '30, grazie a un giovane universitario, Nico Baffigo, che costituisce l'Unione Sportiva Arzachena e nello stesso anno riesce ad organizzare la prima partita, il 12 ottobre 1930 contro il Calangianus, terminata 3-1 per gli ospiti. Questa squadra giocherà per tre decenni nei campionati regionali CSI e FIGC, fino al 1958 quando pur piazzandosi prima nel girone A del campionato di Prima Categoria, si ritira dal girone finale e termina le attività federali, continuando solo in CSI fino alla smobilitazione del 1963. Al termine di quella stagione infatti l'allenatore Ivo Zonza si trasferisce al Palau portando con sé diversi membri della rosa. Uno dei dirigenti, Pasquale Demuro, per non disperdere il patrimonio cittadino e non lasciare inattivi i giocatori rimasti, crea nel 1964 una nuova società con la denominazione di Gruppo Sportivo Luisiana, di fatto una fusione con la già esistente Luisiana che partecipava ai campionati CSI, e la iscrive al campionato di Seconda Categoria. Dieci anni dopo, dal 1974 cambiò denominazione in Polisportiva Arzachena.
Il club dopo aver iniziato la sua attività agonistica nei campionati regionali, si conquistò per la prima volta la promozione nel Campionato Interregionale al termine dell'annata 1982-1983, poi, dopo diversi anni nelle divisioni regionali, a partire dalla stagione 1999-2000 prese parte alla nuova Serie D, tuttavia retrocedendo dopo appena un anno. Il ritorno nella massima divisione dilettantistica, per gli smeraldini, arrivò dopo la vittoria del campionato di Eccellenza Sardegna 2002-2003, militandovi fino alla stagione 2016-2017 al termine della quale ottenne il primo posto nel proprio girone maturando il diritto ad iscriversi al successivo campionato di Serie C. Dopo 18 stagioni in Serie D, di cui 14 consecutive, si tratta della prima partecipazione ad un campionato professionistico per il sodalizio sardo.
Dall'estate 2017, con l'approdo nel mondo professionistico cambia ragione sociale e passa alla denominazione Arzachena Costa Smeralda Calcio.
Dopo aver conquistato due salvezze consecutive fra i professionisti (quindicesimo posto nel campionato 2017-2018 e quattordicesimo nel campionato 2018-2019), il sodalizio non si iscrive alla Serie C. Il titolo sportivo viene rilevato dal fondo olandese Stichting Social Sport che fa capo al gruppo dell'imprenditore Gabriele Volpi, già proprietario dello Spezia Calcio e della Pro Recco Waterpolo 1913, blasonata società di pallanuoto. La nuova Arzachena Academy Costa Smeralda Società Sportiva Dilettantistica viene dunque ammessa in sovrannumero al campionato di Serie D. Dopo quattro stagioni disputate al quarto livello della piramide calcistica italiana, la società biancoverde rinuncia all'iscrizione in Serie D per la stagione 2023-2024.

## Colori e simboli

### Colori
I colori della maglia dell'Arzachena sono il bianco ed il verde: tale combinazione cromatica risulta piuttosto comune tra le varie squadre sportive basate nell'area della Costa Smeralda.

### Simboli ufficiali

#### Stemma
Lo stemma dell'Arzachena Costa Smeralda è uno scudo con bordato di giallo con all'interno due fasce, rispettivamente di colore bianco e verde, sopra di esse è presente nella parte superiore la denominazione societaria, al centro un pallone da calcio e in basso l'anno di fondazione.

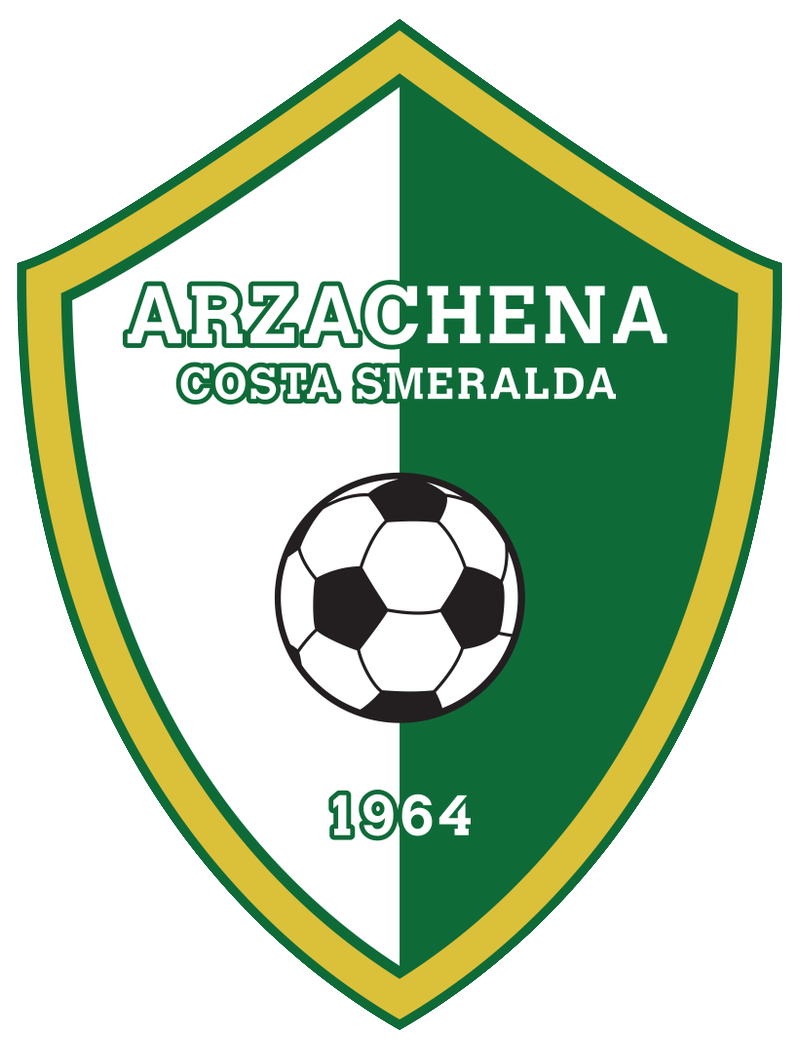
Stemma in uso dal 2017 al 2019
Stemma in uso dal 2019

#### Inno
L'inno dell'Arzachena si chiama Cuore Biancoverde, ed è cantato da Pierpaolo Bibbò e Simone Spano.

## Strutture

### Stadio
L'Arzachena disputa normalmente le sue partite interne presso lo stadio Biagio Pirina, inaugurato nel 1999.
Dal 2017 al 2018, onde permettere all'amministrazione comunale di Arzachena di effettuare i lavori di omologazione del Pirina ai canoni della Serie C, i biancoverdi hanno transitoriamente adottato come campo interno lo stadio Bruno Nespoli di Olbia.

## Palmarès

### Competizioni interregionali
- Serie D: 1

2016-2017 (girone G)

### Competizioni regionali
- Eccellenza: 2

1997-1998, 2002-2003
- Promozione: 1

1993-1994 (girone B)
- Prima Categoria: 3

1981-1982 (girone D), 1992-1993 (girone D), 2023-2023 (girone D)
- Seconda Categoria: 1

1965-1966 (girone F)

## Statistiche e record

### Partecipazione ai campionati

#### Campionati nazionali
| Livello | Categoria                       | Partecipazioni | Debutto   | Ultima stagione | Totale |
| ------- | ------------------------------- | -------------- | --------- | --------------- | ------ |
| 3º      | Serie C                         | 2              | 2017-2018 | 2018-2019       | 2      |
| 4º      | Serie D                         | 7              | 2014-2015 | 2022-2023       | 7      |
| 5º      | Campionato Interregionale       | 2              | 1983-1984 | 1984-1985       | 15     |
| 5º      | Campionato Nazionale Dilettanti | 1              | 1998-1999 | 1998-1999       | 15     |
| 5º      | Serie D                         | 12             | 1999-2000 | 2013-2014       | 15     |

#### Campionati regionali
| Livello | Categoria         | Partecipazioni | Debutto   | Ultima stagione | Totale |
| ------- | ----------------- | -------------- | --------- | --------------- | ------ |
| I       | Promozione        | 18             | 1968-1969 | 1989-1990       | 27     |
| I       | Prima Categoria   | 2              | 1966-1967 | 1967-1968       | 27     |
| I       | Eccellenza        | 7              | 1994-1995 | 2002-2003       | 27     |
| II      | Prima Categoria   | 4              | 1980-1981 | 1991-1992       | 8      |
| II      | Promozione        | 2              | 1993-1994 | 2024-2025       | 8      |
| II      | Seconda Categoria | 2              | 1964-1965 | 1965-1966       | 8      |
| III     | Prima Categoria   | 2              | 1992-1993 | 2023-2024       | 2      |

### Partecipazione alle coppe
| Competizione         | Partecipazioni | Debutto   | Ultima stagione | Totale |
| -------------------- | -------------- | --------- | --------------- | ------ |
| Coppa Italia Serie C | 2              | 2017-2018 | 2018-2019       | 2      |
| Coppa Italia Serie D | 16             | 1999-2000 | 2019-2020       | 16     |
| Poule Scudetto       | 1              | 2016-2017 | 2016-2017       | 1      |

## Tifoseria

### Storia
Nel corso degli anni la tifoseria arzachenese è stata capeggiata dai gruppi Onda d'Urto, Vecchia Guardia e Cuore Bianco Verde tuttavia scioltisi. Attualmente sono attivi 2 gruppi organizzati denominati Torcida Biancoverde e Gioventù Ultras.

### Gemellaggi e rivalità
I principali rapporti di amicizia della tifoseria biancoverde si registrano con i tifosi del Rieti e di reciproco rispetto con l'altra formazione gallurese del Tempio.
La rivalità più sentita è con la squadra dell'Ilvamaddalena, principale squadra dell'isola di La Maddalena, contro la quale la squadra biancoverde si è scontrata decine di volte con sfide particolarmente accese le quali in più occasioni sono sfociate in disordini anche fuori dal rettangolo di gioco.
Altre rivalità degne di nota sono quelle con le altre formazioni galluresi del Calangianus e, in misura minore, dell'Olbia, sebbene i precedenti con tale formazione sono relativamente recenti. Il primo match fu infatti disputato nella stagione 1998-1999.